# Loggia
Pour l’article ayant un titre homophone, voir logia.
 (janvier 2015).
Si vous disposez d'ouvrages ou d'articles de référence ou si vous connaissez des sites web de qualité traitant du thème abordé ici, merci de compléter l'article en donnant les références utiles à sa vérifiabilité et en les liant à la section « Notes et références ».

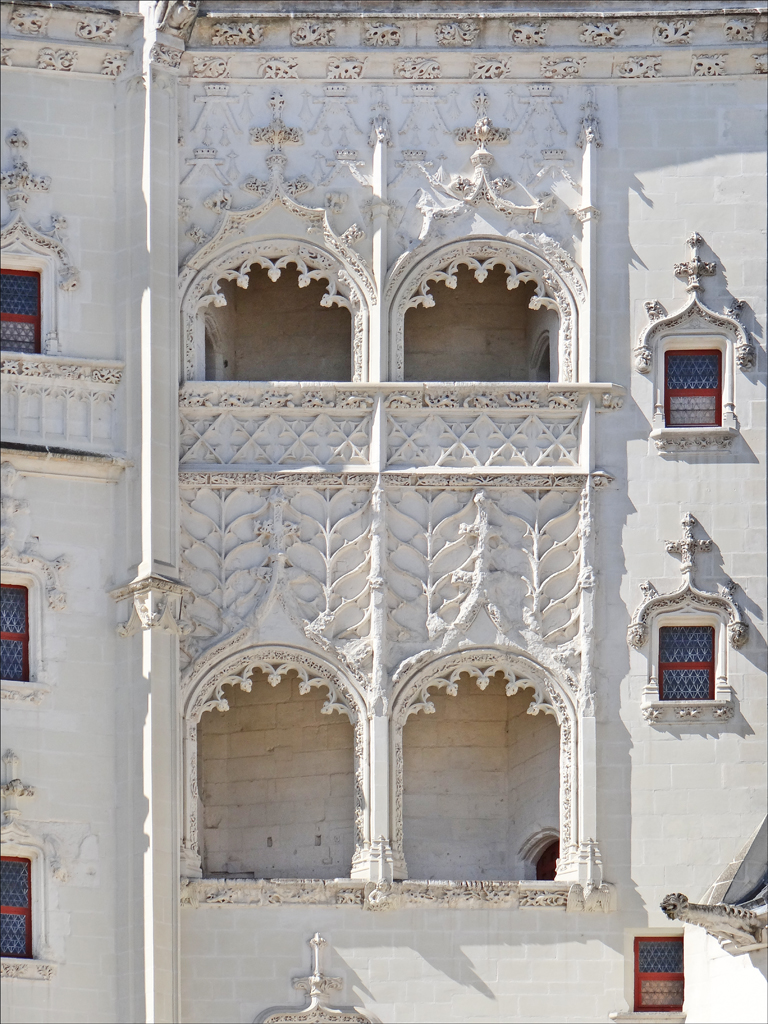
Loggia du château des ducs de Bretagne, à Nantes (France).

Une loggia est un élément décoratif se présentant sous la forme d'un renfoncement en retrait de façade formant un espace spacieux à arcades ou à colonnes, souvent couvert, comportant une fermeture au moins sur l'une de ses faces et souvent une communication vers le bâtiment sur lequel elle est adossée, à son arrière ou au-dessus, vers les étages.

## Présentation
Elle s'apparente à la stoa grecque et se différencie du portique, de la galerie, du péristyle, même si une colonnade y est présente (voir ces termes d'architecture).
Elle apparaît à la Renaissance, en Italie, et son usage se répand dans toute l'Europe ensuite par la notoriété de ses architectes, autant artistes et sculpteurs italiens, reconnus comme Andrea Orcagna, Giambologna, Michel-Ange, Pietro Tacca, Michele Sanmicheli et beaucoup d'autres. Dans une demeure patricienne, elle se situe le plus souvent au piano nobile.
En architecture moderne, dans l'habitat, ce terme désigne usuellement un balcon couvert ne débordant pas de la façade, sans taille ou forme de plate-forme ou forme de garde-corps précis.

## Exemples de loggias

### Italie

#### Florence
- Loggia del Bigallo
- Loggia del Grano
- Loggia del Mercato Nuovo
- Loggia Rucellai
- Loggia des Lanzi, près des Offices, avec des statues, un musée ouvert jour et nuit
- Loggia dei Servi di Maria
- Loggia dei Tessitori
- Loggia del Pesce
- Orsanmichele, une ancienne loggia, à l'origine une église, redevenue maintenant chapelle

#### Rome
- Loggia édifiée par Michel-Ange au palais Farnese, à Rome
- Loggia de la Villa Farnesina, disparue depuis
- Loggias de Raphaël au Palais apostolique du Vatican
- Loggia d'honneur, Loggia d'Onore du palais du Quirinal
- Loggia de la Casa dei Cavalieri di Rodi, au forum de Trajan

#### Sienne
- Loggia della Mercanzia
- Logge del Papa
- Loggia du Palazzo Pubblico, la Cappella di Piazza

#### Venise
- Loggia de la bourse du commerce
- Façade entière en loggias du Palazzo Contarini del Bovolo

#### Autres villes

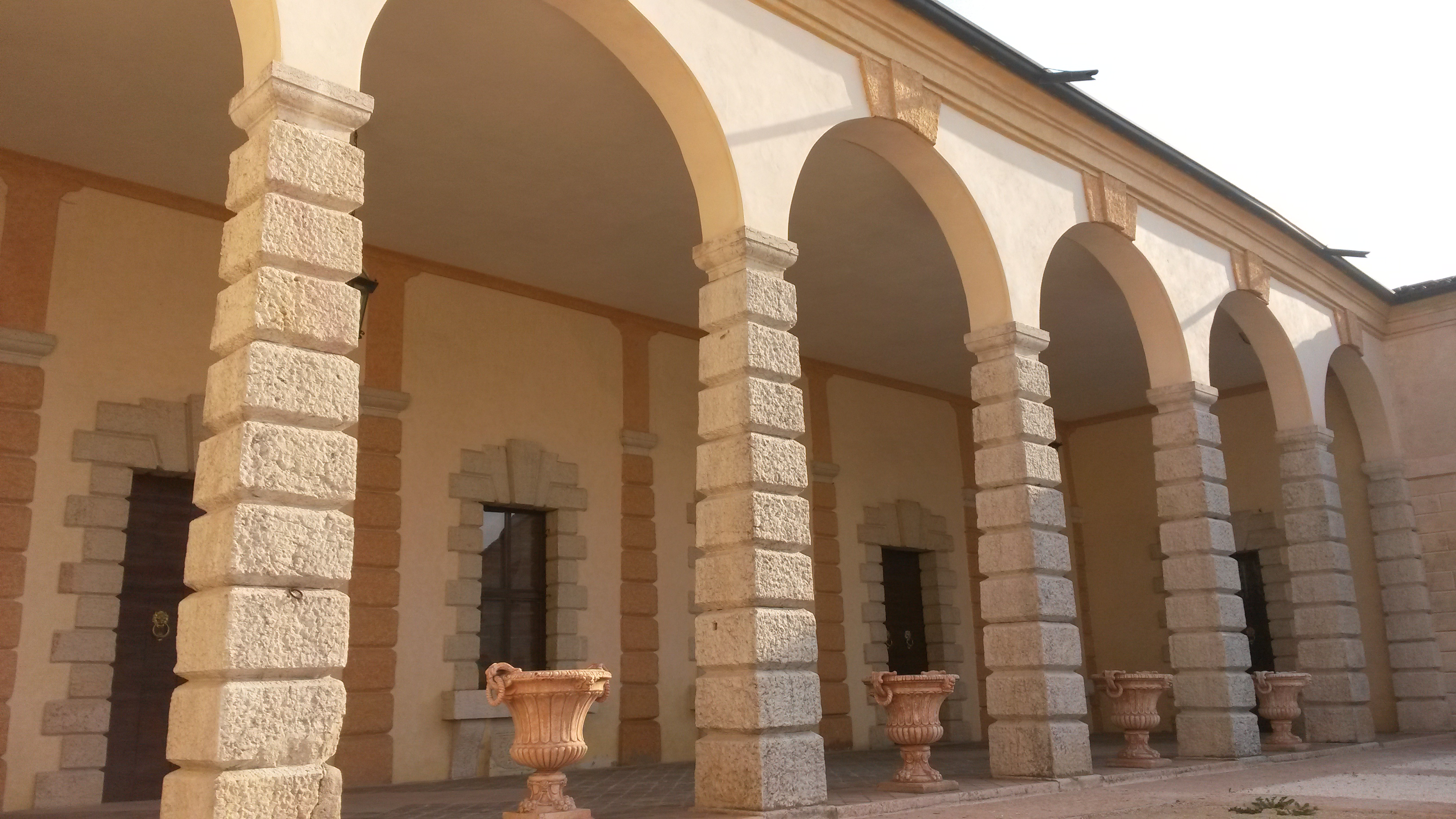
Villa Nichesola-Conforti, environ 1580, ponton de Sant'Ambrogio di Valpolicella (Vérone). Vers la fin du XVIe siècle, le propriétaire Cesare Nichesola utilise cette loggia pour abriter sa collection d'antiquités gréco-romaines.

- Loggia de Vasari, sur la Piazza Grande, à Arezzo
- Loggia du Lionello à Udine
- Piazza Loggia à Brescia
- Loggia de la Villa Garzone, à Pontecasale, hameau de Candiana
- Loggia la Gran Guardia à Padoue
- Loggia du Teatro Municipale de Reggio Emilia
- Loggia du Palazzo Sylos-Calò à Bitonto
- Façade en loggia sur deux étages à la Basilica Palladiana de Vicenza
- Loggia du palais de Donnafugata à Raguse
- Loggia de Villa Nichesola-Conforti à Ponton de Sant'Ambrogio di Valpolicella (Vérone)

### France
- Loggia extérieure de l'escalier de l'hôtel Ferraris à Nancy
- Loggia de l'opéra Garnier à Paris
- Loggia du Grand Trianon à Versailles
- Loggia du château de Septème en Isère
- Loggias des 1er et 2e étages du château d'Aubenas
- Loggia du manoir d'Ango
- Loge communale accolée à l'église de l'Annonciation, à Nice, rue de la Préfecture
- Loggia du château des ducs de Bretagne à Nantes
- Loggias de l'hôtel d'Escoville à Caen
- Loggia de la maison de Jeanne de Lartigue à Bordeaux

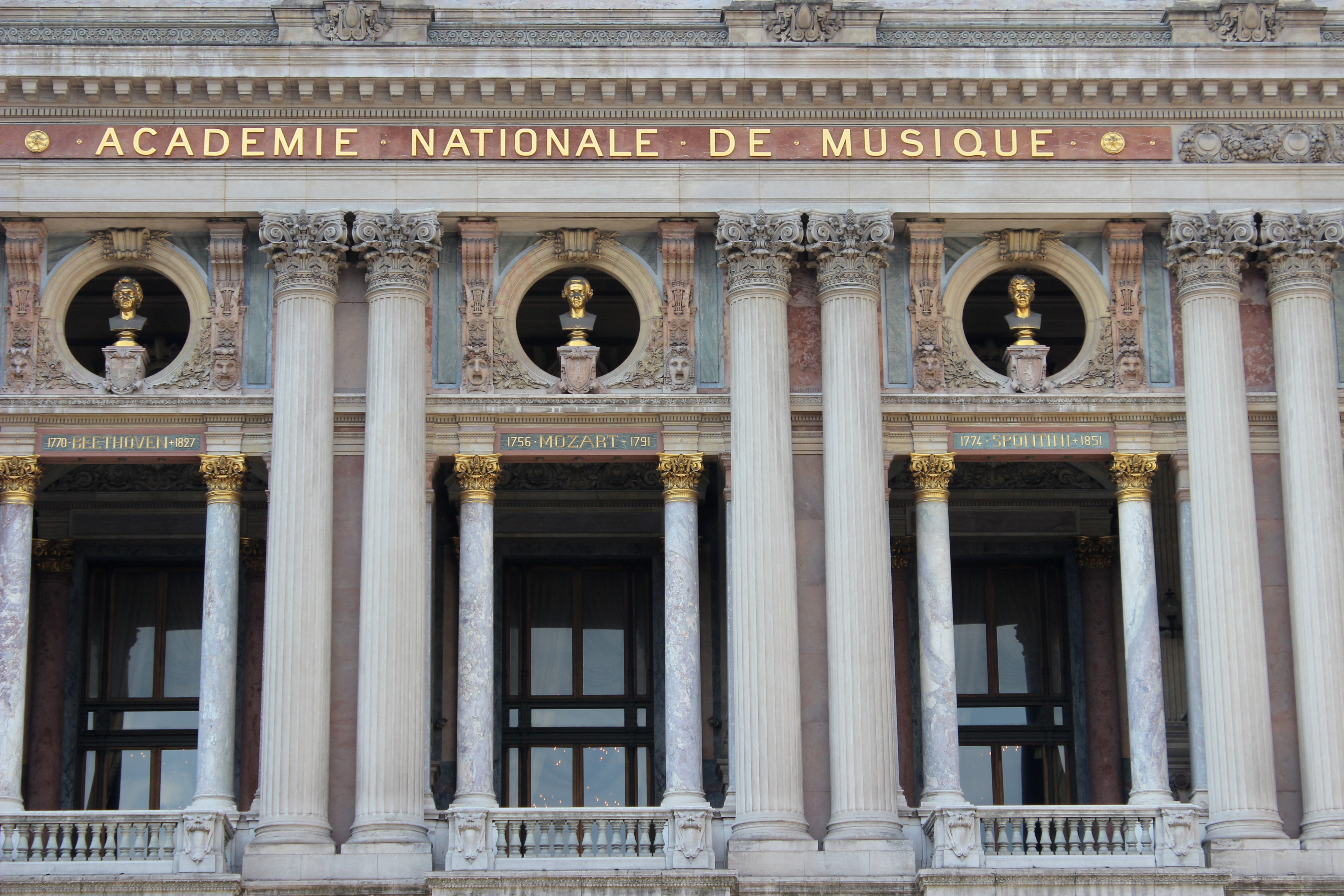
Opéra Garnier.
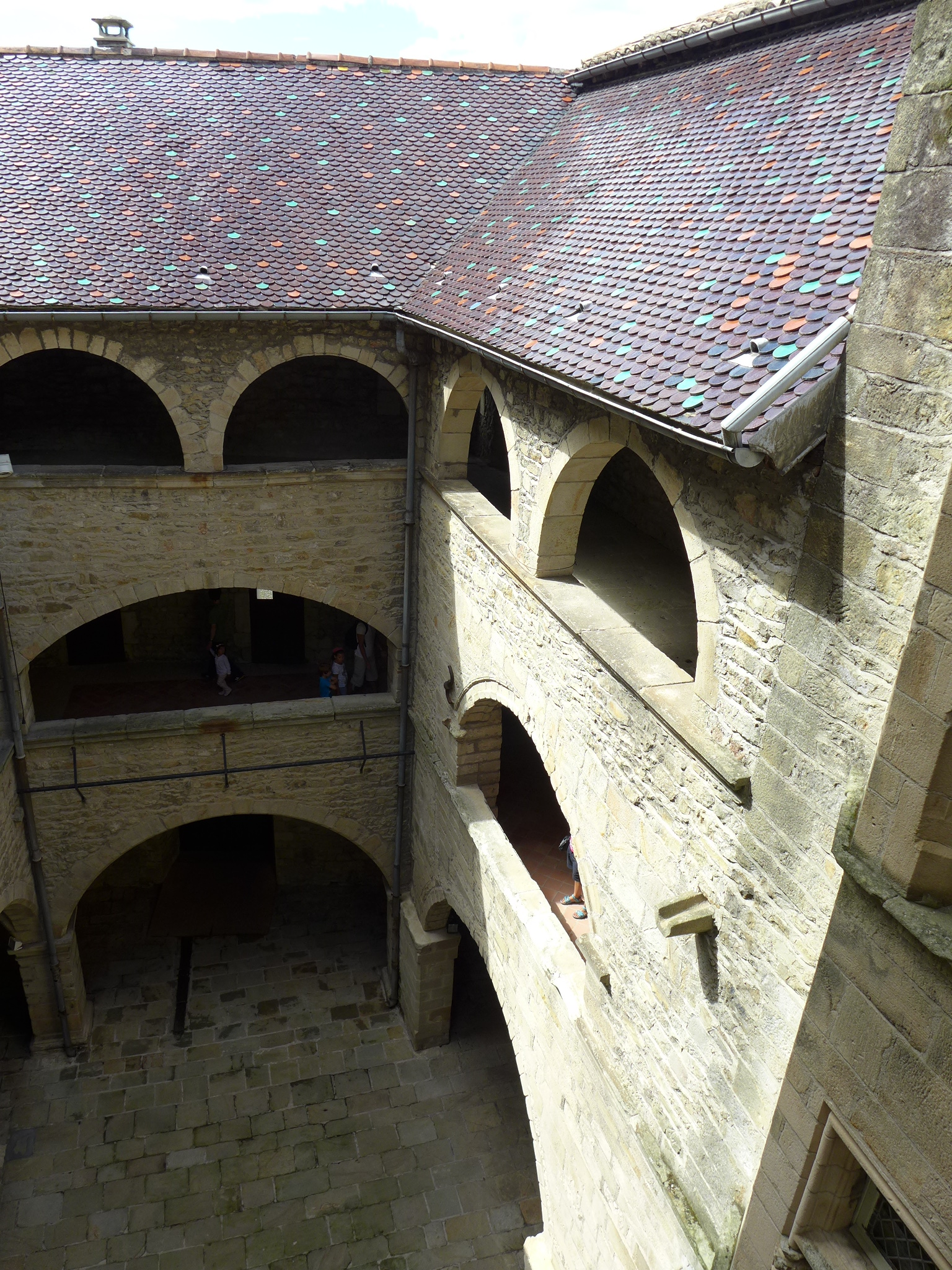
Château d'Aubenas.
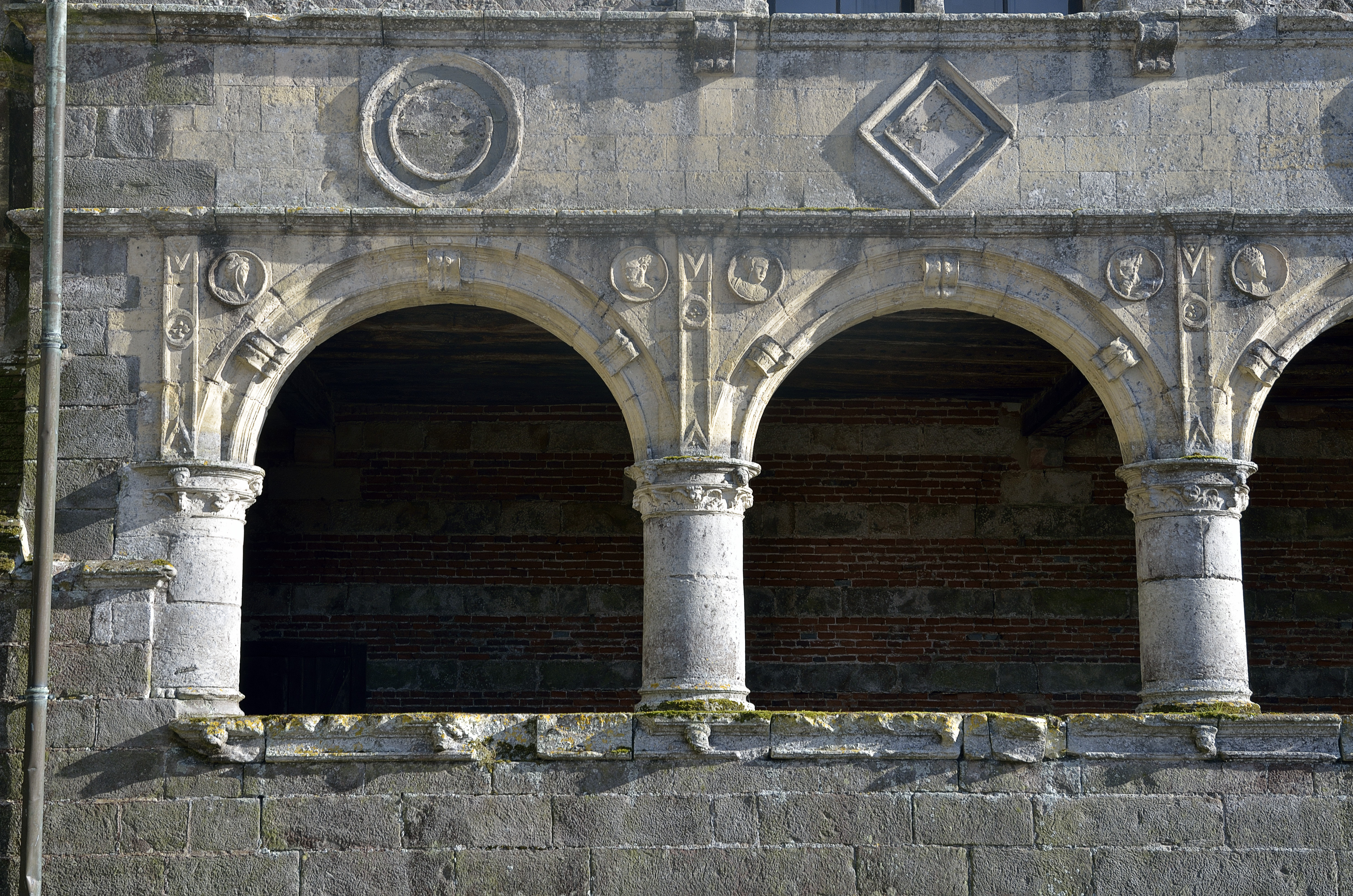
Manoir d'Ango.
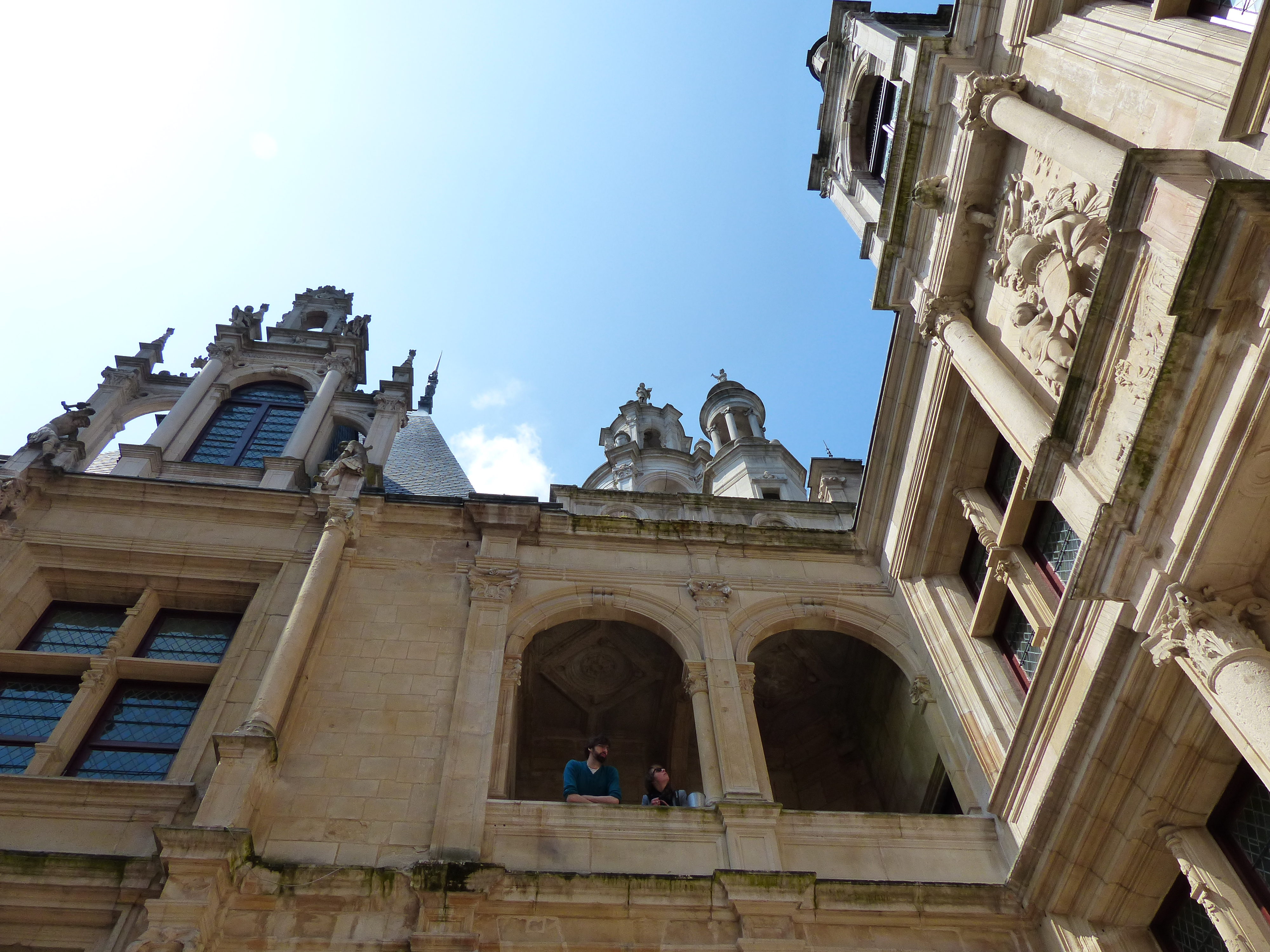
Hôtel d'Escoville.
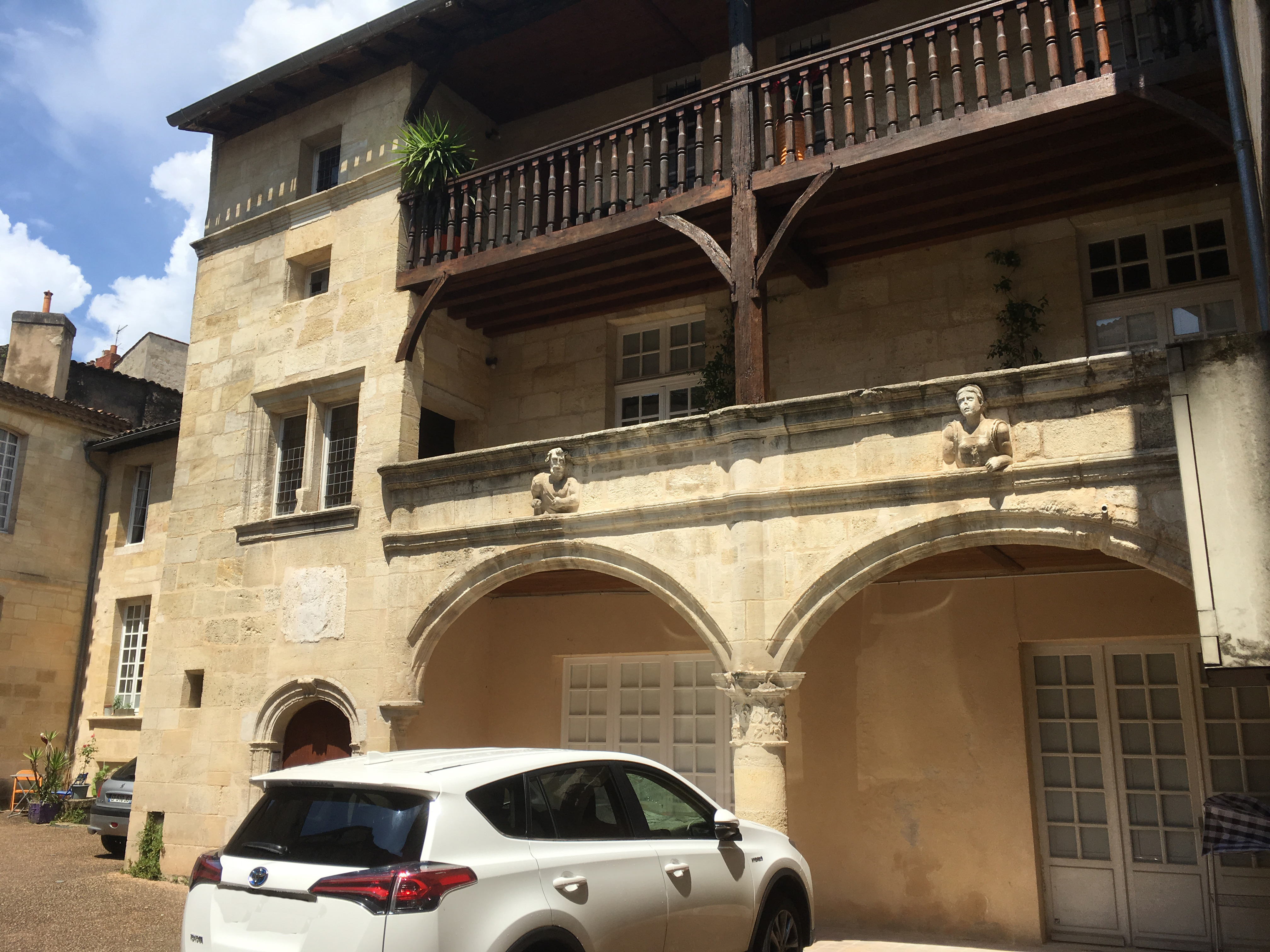
Maison de Jeanne de Lartigue à Bordeaux.

### Autres pays
- Loggia Feldherrnhalle à Munich en Allemagne, sur le modèle de la Loggia dei Lanzi de Florence ;
- Loggia du Rathaus de Poznań, en Pologne ;
- Loggia du parc Libosad à Nový Jičín en République tchèque ;
- Loža de Trogir en Croatie ;
- Chalet Magnasco, villa de style art nouveau à Mar del Plata en Argentine, avec une loggia de forme arrondie.